# Helene Fischer
Helene Fischer (Krasnojarsk, Rusija, 5. kolovoza 1984.) njemačka je pjevačica i zabavljačica.

## Životopis
Helene Fischer rođena je kao drugo dijete u obitelji povolških Nijemaca u Sibiru. Obitelj se 1988. godine seli u saveznu državu Porajnje-Falačka (njem. Rheinland-Pfalz) u Njemačkoj. Nakon završetka srednje škole, Helene Fischer upisuje Stage & Musical School u Frankfurtu na Majni. Odmah po završetku trogodišnjeg obrazovanja ponuđen joj je angažman u Državnom kazalištu u Darmstadtu kao i u Narodnom kazalištu u Frankfurtu.

### Glazbena karijera
Početak njezine glazbene karijere na području popularne glazbe, prije svega unutar njemačkog šlager glazbenog izričaja, veže se za trenutak kada je njezina majka poslala demosnimak glazbenom menadžeru Uweu Kanthaku. Ubrzo se angažirao i glazbeni producent Jean Frankfurter, pa je Helene Fischer tada potpisala svoj prvi ugovor. 
Prvi nastup na televiziji odradila je u svibnja 2005. na Prvom programu Njemačke državne televizije (ARD, Das Erste) u emisiji Hochzeitsfest der Volksmusik. Tada je pjevala u duetu s poznatim njemačkim glazbenikom i televizijskim voditeljem Florianom Silbereisenom, između ostalog i poznati napjev Pođi sa mnom u Varaždin (njem. Komm mit nach Varaždin) iz operete Grofica Marica. U veljači 2006. pojavio se njezin prvi album Von hier bis unendlich.
Njezina karijera od tada se razvijala vrtoglavom brzinom pa je uz spomenuti album objavila još pet studijskih albuma, kao i šest snimaka velikih koncertnih turneja koje se od 2008. godine redovito održavaju. Osim u zemljama njemačkog govornog područja (Njemačka, Austrija i Švicarska), Helene Fischer značajnu je popularnost stekla u Nizozemskoj i Danskoj. Također, tu su i njezina brojna pojavljivanja u zabavno-glazbenim emisijama njemačkih televizijskih postaja. Za svoj rad Helene Fischer nagrađena je do sada brojnim nagradama.
Također, dobila je i svoju televizijsku emisiju Die Helene Fischer Show 2011.  i 2012. godine, snimanu u velikoj dvorani berlinskog Velodroma. Emisija je obje godine prikazana na televizijskoj postaji ARD u udarnom terminu za Božić. Izdanje emisije iz 2013.  i 2014. godine prikazano je na televizijskoj postaji ZDF te putem eurovizijskog prijenosa na austrijskoj (ORF) i švicarskoj (SRF) državnoj televiziji.Uz brojne duete s popularnim njemačkim izvođačima, ostale su zapažene i izvedbe s priznatim svjetskim glazbenicima kao što su Andrea Bocelli i Michael Bolton.
Od 21. listopada 2011. u muzeju Madame Tussauds u Berlinu nalazi se njezina voštana figura.
Na samom početku 2013. godine Helene Fischer imala je svoj glumački prvijenac. Glumila je u epizodi poznate njemačke serije Das Traumschiff, koja je prikazana 1. siječnja 2013. na televizijskoj postaji ZDF.

## Diskografija

### Studijski albumi[7]
- 2006.: Von hier bis unendlich
- 2007.: So nah wie Du
- 2008.: Zaubermond
- 2009.: So wie ich bin
- 2011.: Für einen Tag
- 2013.: Farbenspiel

### Studijski albumi na engleskom jeziku
- 2010.: The English Ones

### Kompilacijski albumi
- 2010.: Best of Helene Fischer
- 2011.: Best of – Der ultimative Dance-Mix

### Albumi uživo (DVD)[8]
- 2008.: Mut zum Gefühl – Live
- 2009.: Zaubermond LIVE
- 2010.: Best of Helene Fischer Live – So wie ich bin
- 2011.: Live – Helene Fischer – zum erstem Mal mit Band & Orchester
- 2012.: Für einen Tag – LIVE 2012
- 2013.: Live aus der Waldbühne (Farbenspiel - Super Special Fanedition)
- 2013.: Farbenspiel - Live aus München

## Nagrade

### Echo
- 2009.: u kategoriji Deutschsprachiger Schlager
- 2009.: u kategoriji DVD Produktion des Jahres (Mut zum Gefühl – Helene Fischer live)
- 2010.: u kategoriji DVD Produktion national (Zaubermond live)
- 2012.: u kategoriji Deutschsprachiger Schlager
- 2013.: u kategoriji Deutschsprachiger Schlager
- 2013.: u kategoriji DVD Produktion national (Für einen Tag - Live)
- 2014.: u kategoriji Album des Jahres (Farbenspiel)
- 2014.: u kategoriji Deutschsprachiger Schlager
- 2015.: u kategoriji Deutschsprachiger Schlager
- 2015.: u kategoriji Album des Jahres (Farbenspiel)
- 2015.: u kategoriji Hit des Jahres (Atemlos durch die Nacht)
- 2015.: u kategoriji DVD national (Farbenspiel - Live 2014)

### Goldene Henne
- 2007.: u kategoriji Aufsteigerin des Jahres
- 2008.: u kategoriji Musik
- 2010.: u kategoriji Musik
- 2012.: u kategoriji Musik
- 2014.: u kategoriji Musik
- 2014.: u kategoriji Superhenne

### Goldene Kamera
- 2012.: u kategoriji Beste Musik National

### Krone der Volksmusik
- 2008.: u kategoriji Erfolg des Jahres 2007
- 2009.: u kategoriji Erfolg des Jahres 2008
- 2010.: u kategoriji Erfolgreichste Sängerin 2009
- 2012.: u kategoriji Erfolgreichste Sängerin 2011

### Live Entertainment Award
- 2011.: u kategoriji Hallen- / Arena-Tournee des Jahres ('So wie ich bin'-Tournee 2010)

### Bambi
- 2013.: u kategoriji Musik National
- 2014.: u kategoriji Entertainment

### Romy
- 2014.: u kategoriji Beliebteste/r Moderator/in – Show

### World Music Awards
- 2014.: u kategoriji Best-selling German Artist

## Vanjske poveznice
- Službena web stranica
- Profil izvođača na stranicama producentske kuće